# Mad For Music
Mad For Music – czwarty album studyjny włoskiej piosenkarki Alexii. Płyta została wydana 25 września 2001 roku i zawiera dziesięć utworów.

## Lista utworów
| Nr  | Tytuł                | Długość |
| --- | -------------------- | ------- |
| 1.  | The Real Thing       | 3:34    |
| 2.  | Money Honey          | 3:26    |
| 3.  | Summerlovers         | 3:29    |
| 4.  | In The Name Of Love  | 3:35    |
| 5.  | The One For Me       | 2:41    |
| 6.  | Sometimes            | 3:41    |
| 7.  | Little Sister        | 4:03    |
| 8.  | Lucky In Love        | 4:18    |
| 9.  | It's Not The End     | 4:32    |
| 10. | Whenever You Want Me | 4:14    |